# 小行星9821
小行星9821（9821 Gitakresáková）是一颗绕太阳运转的小行星，为主小行星带小行星。该小行星于1971年3月26日发现。

## 轨道参数
小行星9821的轨道半长轴为2.3819384 UA，离心率为0.135。